# Elizabeth Poston
Elizabeth Poston (ur. 24 października 1905 w Highfield, zm. 18 marca 1987 tamże) – brytyjska kompozytorka.

## Życiorys
Rozpoczęła naukę gry na fortepianie w wieku 4 lat, jej pierwszy utwór powstał, gdy miała 13 lat. Radio BBC po 1924 roku nadało jej sonatę skrzypcową. Studiowała w Royal College of Music, była uczennicą Harolda Samuela i Ralpha Vaughana Williamsa.. Podczas II wojny światowej pracowała na stanowisku dyrektora muzycznego w Foreign Service of BBC w Londynie, była kierowniczką programową BBC do 1945 roku. Była prezeską Society of Women Musicians w latach 1955–1961. Nigdy nie wyszła za mąż, jej bliskim przyjacielem był Peter Warlock.

## Twórczość

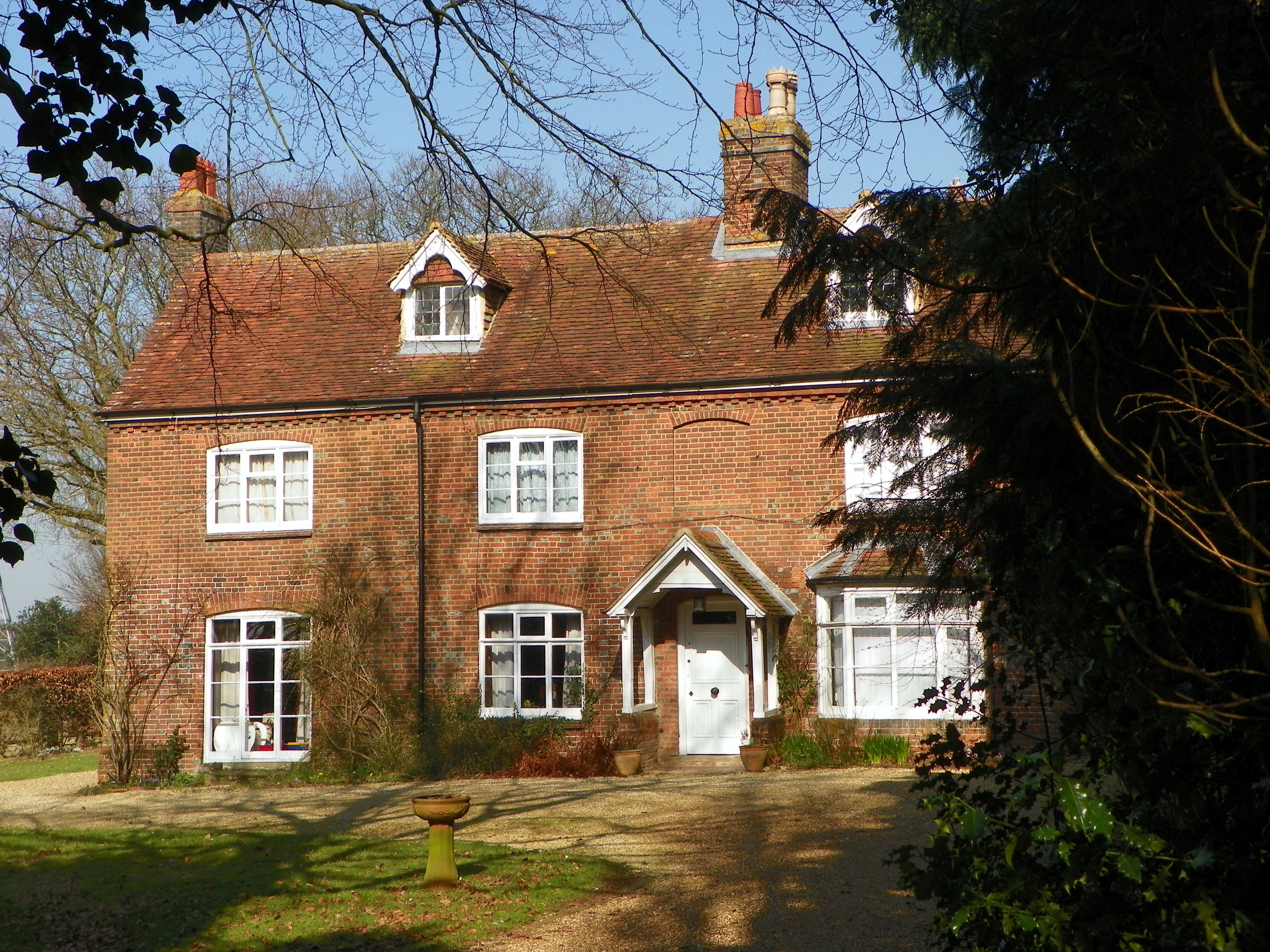
Rooks Nest House w Stevenage, w którym mieszkała Elizabeth Poston w 1914 roku

Pisała m.in. muzykę chóralną, hymny, kolędy, muzykę radiową i filmową. Wybrane kompozycje:
- The Holy Child (1950)[1]
- Concertino da Camera on a Theme of Martin Peerson (1950)[1]
- Peter Halfpenny's Tunes (1959)[1]
- Harlow Concertante (1969)[1]
- English Day Book (1971)[1]
- Till Eulenspiegel, kantata na głosy solowe, chór i orkiestrę[4]
- Laudate Dominum na głosy solowe i organy (1955)[4]
- Die Auszeichnung, opera telewizyjna (1959)[4]
- Concertino na fortepian i orkiestrę[4]
- Concerto grazioso na orkiestrę smyczkową[4]